# Ouzziel (fils de Qehath)
Pour les articles homonymes, voir Ouzziel.
Ouzziël est un fils de Qehath fils de Lévi. Ses descendants s'appellent les Ouzziélites.

## La famille de Ouzziël
Ouzziël est un fils de Qehath et a trois frères qui s'appellent Amram, Yitsehar, Hébrôn,,,,.

## La famille des Ouzziélites
La famille des Ouzziélites dont l'ancêtre est Ouzziël sort du pays d'Égypte avec Moïse et est recensée dans le désert du Sinaï.
La famille des Ouzziélites dont l'ancêtre est Ouzziël n'est plus mentionnée dans le nouveau recensement dans les plaines désertiques de Moab avant d'entrer dans le pays de Canaan.